# Ягнула Куновска
Ягнула Куновска (на македонска литературна норма: Јагнула Куновска) e северномакедонска юристка, политичка и художничка.

## Биография
Куновска е родена в Костур, Гърция в 1943 година. Внучка е на костурския войвода Никола Добролитски и дъщеря на Паскал Калиманов. Детството си прекарва в Тетово, Югославия, където завършва основно и средно образование. Завършва Юридическия факултет в Скопския университет и специализира в областта на наказателното право. Занимава се с адвокатство в Скопие. Член е на Дружеството на писателите на Македония.
В 1988 година Куновска е сред основателите на партията „Македонска акция“, в която остава до 1996 година. След това влиза в кръга на Тито Петковски, когото поддържа на президентските избори в 1999 година. В 2006 година се кандидатира за представител от неговата партия Нова социалдемократическа партия и печели депутатски мандат в Куманово и част от Скопие. Куновска е в конфликт с Владо Бучковски, когото обвинява в пробългаризъм. През август 2007 година обаче Куновска преминава в редиците на управляващата ВМРО-ДПМНЕ.